# ヤンリー・デュトイ
ヤンリー・デュトイ（Janry du Toit、1996年8月26日 - ）は、ナミビアのラグビーユニオン選手。

## プロフィール
- ナミビア・アラノス出身[1]。
- ポジションはセンター(CTB)。
- 身長 178cm、体重 90kg
- ナミビア代表キャップは3（2025年4月現在）でラグビーワールドカップ2019のナミビア代表に選ばれた[2]。

## 略歴
ウェルウィッチアスを経て、2020年、ペニャロールに加入。